# Kanton Saint-Félicien
Kanton Saint-Félicien (fr. Canton de Saint-Félicien) je francouzský kanton v departementu Ardèche v regionu Rhône-Alpes. Skládá se z osmi obcí.

## Obce kantonu
- Arlebosc
- Bozas
- Colombier-le-Vieux
- Lafarre
- Pailharès
- Vaudevant
- Saint-Félicien
- Saint-Victor